# Дубровск
Дубровск — деревня в Унечском районе Брянской области в составе Высокского сельского поселения.

## География
Находится в центральной части Брянской области на расстоянии приблизительно 17 км на восток-юго-восток по прямой от вокзала железнодорожной станции Унеча.

## История
Основана в первой половине XVIII века, бывшее владение Киево-Печерской лавры. До 1781 входила в 1-ю полковую сотню Стародубского полка. В середине XX века работал колхоз «Новый труд». В 1859 году здесь (деревня Стародубского уезда Черниговской губернии) учтено было 43 двора, в 1892—62. 

## Население
Численность населения: 286 человек (1859 год), 525 (1892), 32 человек (русские 100 %) в 2002 году, 15 в 2010.